# 李贵基
李贵基（1949年5月—），男，河南沁阳人，中华人民共和国政治人物。

## 生平
1979年9月毕业于武汉钢铁学院选矿专业。1982年6月加入中国共产党。
1989年5月至1993年12月，历任温县县长、县委书记。1993年12月，任焦作市副市长。1998年任驻马店行署副专员。2000年3月，任河南省统计局局长。2001年9月，任洛阳市市长。2006年2月任河南省财政厅厅长。2008年3月，任河南省人大常委会预算工作委员会主任。